# Estêvão
Estêvão Willian Almeida de Oliveira Gonçalves (ur. 24 kwietnia 2007 we Francy) – brazylijski piłkarz występujący na pozycji skrzydłowego lub ofensywnego pomocnika, reprezentant Brazylii, od 2025 roku zawodnik Chelsea.